# Lecanora handelii
Lecanora handelii är en lavart som beskrevs av J. Steiner. Lecanora handelii ingår i släktet Lecanora och familjen Lecanoraceae.  Arten är reproducerande i Sverige. Inga underarter finns listade i Catalogue of Life.